# Tichosteus
Tichosteus is een geslacht van plantenetende ornithischische dinosauriërs, behorend tot de groep van de Euornithopoda, dat tijdens het late Jura leefde in het gebied van het huidige Noord-Amerika.

## Vondst en naamgeving

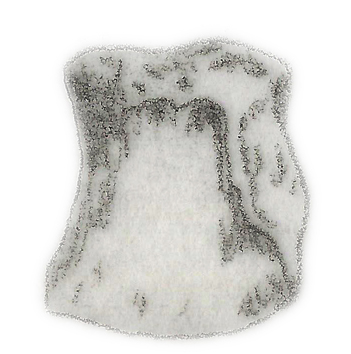
AMNH 5770

In 1877 verzamelde schoolopzichter Oramel William Lucas uit Canyon City in Colorado fossiele wervels voor paleontoloog Edward Drinker Cope. Deze benoemde dat jaar nog de typesoort Tichosteus lucasanus. De geslachtsnaam is afgeleid van het klassiek-Griekse τεῖχος, teichos, "wal" en ὀστέον, osteon, "bot", een verwijzing naar het feit dat de wervel, hoewel van binnen hol, een dichte beenwand had zonder (zijdelingse) pneumatische foramina, gaten voor de luchtzakken. De soortaanduiding eert Lucas.
Het holotype, AMNH 5770, is gevonden in de Morrisonformatie in lagen die dateren uit het Kimmeridgien, ongeveer 150 miljoen jaar oud. Het bestaat uit twee niet-aaneensluitende wervels.
In 1878 benoemde Cope een tweede soort: Tichosteus aequifacies. Het holotype hiervan bestaat uit twee wervels, specimen AMNH 5771. De soortaanduiding is afgeleid van het Latijnse aequus, "gelijk" en facies, "gezicht", een verwijzing naar de symmetrische voor- en achterkant van de wervels.
Er zijn geen sterke aanwijzingen dat er werkelijk een verband is tussen beide soorten.

## Beschrijving
De wervels zijn vrij klein en Cope schatte de grootte van Tichosteus op die van een alligator, dus een meter of drie, vier; Charles Craig Mook dacht later dat de soort nog wat kleiner was, ter grootte van een wolf. Ze zijn drieëntwintig millimeter lang, twintig hoog en vijfentwintig breed. Ze zijn amficoel: de wervelichamen zijn aan beide zijden hol. Tussen de wervelboog, zelf een centimeter breed, en het wervellichaam is een beennaad zichtbaar, een teken dat het niet om heel jonge maar ook niet om heel oude dieren ging. Er zijn geen aanhechtingspunten zichtbaar voor ribben.
De wervels van T. lucasanus zijn bijna plat aan beide zijden, met dus slechts geringe uithollingen, en een zijde is meer verbreed dan de andere. Het smalste uiteinde is rond in doorsnede. Cope nam aan dat één wervel een ruggenwervel was en de andere een lendenwervel: bij de eerste had het ronde uiteinde een kleine verheffing in het midden, bij de tweede was het oppervlak daarvan uniform hol. Een wervelkiel of hypapofyse ontbreekt. Het oppervlak van de zijkanten is glad met slechts enkele lage richels in de lengterichting.

## Fylogenie
Cope had grote moeite de verwantschappen van Tichosteus te bepalen. Hij had het sterke vermoeden dat het een dinosauriër betrof en zocht vooral naar overeenkomsten met de Sauropoda maar daar was het dier veel te klein voor. Uiteindelijk onthield hij zich van enige classificering buiten het feit dat de soort benoemd werd in een artikel aan reptielen gewijd. Latere schrijvers dachten meestal aan de vleesetende Theropoda. Pas aan het eind van de twintigste eeuw werd het duidelijk dat het vermoedelijk een klein en basaal lid van de Iguanodontia moet zijn geweest wat de geringe pneumatisering en vrij simpele vorm van de wervels verklaart. Meestal wordt gesteld dat het wegens de beperkte resten en het onvolgroeid-zijn een nomen dubium is.